# Route nationale 99 (France)
Pour les articles homonymes, voir N99 et Route nationale 99.
La route nationale 99 était une route nationale française reliant Montauban à Plan-d'Orgon. À la suite de la réforme de 1972, elle a été déclassée en RD 999 sauf dans les Bouches-du-Rhône où elle est devenue la RD 99. La section  Gaillac - Albi était commune avec la RN 88, elle est maintenant numérotée RD 988 de Gaillac à  Marssac-sur-Tarn puis RN 88 de Marssac-sur-Tarn à Albi. Du fait de la réalisation de la déviation de Gaillac, le nom de RD 999 a été attribué à la rocade ouest alors que l'ancien tracé vers le centre-ville a pris le nom de RD 999b.
Le tronçon attribué à la RD 99 entre Plan-d'Orgon et Cavaillon faisait partie de la RN 538.
À noter que le nom de RN 99 a été attribué à une courte liaison située à Nice reliant la RN 7 à la RN 202 : cette nouvelle RN 99 a existé jusqu'à la réforme de 2006.

## Sécurité
Dans le Tarn et Garonne, avec 9 tués sur 21 kilomètres de voies, soit un taux de 0,43 tué par kilomètre, la 999 est la route la plus accidentogène du département entre 2006 et 2015.

## Parcours
Principales villes et intersections :

### De Montauban à Albi
- N 20 Montauban-centre (km 0)
- A20 Montauban-est (km 4)
- D 94 Saint-Nauphary (km 11)
- D 14 Le Born (km 24)
- D 94 Gaillac (km 52)
- A68  9 D 964 (km 54)
- A68  10 D 4 ( km 62 )
- A68  11 D 31 ( km 69 )
- A68 N 88 D 612 Albi (km 74)

Le conseil départemental du Tarn a augmenté la vitesse à 90 km/h sur le tronçon de la D999 situé entre Gaillac et Beauvais-sur-Tescou (limite du département).

### D'Albi à Nîmes
- D 79 Villefranche-d'Albigeois (km 91)
- D 94 Le Fraysse (km 99)
- D 86 Alban (km 103)
- D 33 Saint-Sernin-sur-Rance D 999 (km 121)
- D 25 Vabres-l'Abbaye (km 148)
- D 7 D 993 Saint-Affrique (km 152)
- D 992 Saint-Rome-de-Cernon (km 167)
- A75 D 609 La Cavalerie (km 183)
- D 991 Nant (km 197)
- D 341 Saint-Jean-du-Bruel (km 204)
- D 7 Sauclières (km 211)
- D 814 Alzon (km 220)
- D 814 Arre (km 230)
- D 272 Bez (km 231)
- D 48 Le Vigan (km 239)
- D 986 Pont-d'Hérault (km 244)
- D 291 Saint-Julien-de-la-Nef (km 251)
- D 986 D 25 Ganges (km 256
- D 25 D 25 Saint-Hippolyte-du-Fort ( km 270)
- D 117 Sauve (km 278)
- D 35 D 45 Quissac (km 284)
- D 6110 Vic-le-Fesq (km 293)
- N 106 Nîmes-ouest (km 314)
- D 6086 D 6113 Nîmes-centre (km 318)

### De Nîmes à Plan-d'Orgon
- D 6086 D 6113 Nîmes-centre (km 318)
- A9 Nîmes-est (km 321)
- D 135 Rodilhan (km 324)
- D 3 Redessan (km 329)
- D 163 Jonquières-Saint-Vincent (km 335)
- D 15 Beaucaire (km 342)
- D 35 Tarascon (km 344)
- D 570n Saint-Étienne-du-Grès (km 351)
- D 27 Mas-Blanc-des-Alpilles (km 353)
- D 5 D 571 Saint-Rémy-de-Provence (km 359)
- D 7n Plan-d'Orgon (km 377)